# Ишеть
Ишеть (Ошеть) — река в России, протекает в Кировской области. Левый приток Суводи.

## География
Река Ишеть берёт начало в урочище Сшапы. Течёт на юго-запад через леса, впадает в Суводь в районе урочища Нижняя Суводь. Устье реки находится в 2 км по левому берегу реки Суводь (левый рукав). Длина реки составляет 32 км, площадь водосборного бассейна 220 км².
В 15 км от устья, по правому берегу реки впадает река Какс; в 19 км от устья по правому берегу — река Каменная (в водном реестре — река без названия).

## Данные водного реестра
По данным государственного водного реестра России относится к Камскому бассейновому округу, водохозяйственный участок реки — Вятка от города Котельнич до водомерного поста посёлка городского типа Аркуль, речной подбассейн реки — Вятка. Речной бассейн реки — Кама.
Код объекта в государственном водном реестре — 10010300412111100037617.